# Miss Champaña-Ardenas
Miss Champaña-Ardenas es un concurso de belleza francés que selecciona a una representante de la región de Champaña-Ardenas para el concurso nacional Miss Francia. Mujeres que representan la región con varios títulos diferentes han competido en Miss Francia desde 1964, aunque el título de Miss Champaña-Ardenas no se utilizó regularmente hasta 1994.
La actual Miss Champaña-Ardenas es Louison Thévenin, quien fue coronada Miss Champaña-Ardenas 2024 el 11 de octubre de 2024. Ninguna representante de Miss Champaña-Ardenas ha ganado Miss Francia.

## Resumen de resultados
- Primeras finalistas: Gisèle Aupetit (1964; Miss Champaña)
- Terceras finalistas: Safiatou Guinot (2017)
- Cuartas finalistas: Guilène Nancy (1976; Miss Champaña); Christine Grégoire (1984; Miss Champaña)
- Top 12/Top 15: Karine Lenne (1990); Cécile Brandao (2009); Déborah Trichet (2012)

## Ganadoras
| Año  | Nombre               | Edad | Altura          | Ciudad natal         | Posición en Miss Francia | Notas |
| ---- | -------------------- | ---- | --------------- | -------------------- | ------------------------ | --- |
| 2024 | Louison Thévenin     | 23   | 1,85 m (6′ 1″)  | Sainte-Savine        | Top 15                   | |
| 2023 | Noa Dutitre          | 21   | 1,70 m (5′ 7″)  | Reims                |                          | |
| 2022 | Solène Scholer       | 20   | 1,80 m (5′ 11″) | Châlons-en-Champagne |                          | |
| 2021 | Léna Massinger       | 20   | 1,70 m (5′ 7″)  | Reims                |                          | |
| 2020 | Gwenegann Saillard   | 21   | 1,70 m (5′ 7″)  | Sainte-Savine        |                          | |
| 2019 | Lucille Moine        | 18   | 1,73 m (5′ 8″)  | Charleville-Mézières |                          | |
| 2018 | Paméla Texier        | 22   | 1,71 m (5′ 7″)  | Sillery              |                          | |
| 2017 | Safiatou Guinot      | 20   | 1,70 m (5′ 7″)  | Reims                | Tercera finalista        | |
| 2016 | Charlotte Patat      | 19   | 1,82 m (6′ 0″)  | Reims                |                          | |
| 2015 | Océane Pagenot       | 20   | 1,71 m (5′ 7″)  | Reims                |                          | |
| 2014 | Julie Campolo        | 23   |                 |                      | No compitió              | Campolo fue destronada después de que se supo que había competido en demasiados concursos regionales antes de ganar Miss Champaña-Ardenas, y fue reemplazada por Cervoni, su primera finalista. |
| 2014 | Melissa Cervoni      | 20   | 1,77 m (5′ 10″) | Vanault-les-Dames    |                          | Campolo fue destronada después de que se supo que había competido en demasiados concursos regionales antes de ganar Miss Champaña-Ardenas, y fue reemplazada por Cervoni, su primera finalista. |
| 2013 | Louise Bataille      | 18   | 1,78 m (5′ 10″) | Reims                |                          | |
| 2012 | Déborah Trichet      | 22   | 1,82 m (6′ 0″)  | Rethel               | Top 12                   | |
| 2011 | Sarah Huard          | 21   | 1,71 m (5′ 7″)  | Reims                |                          | |
| 2010 | Kelly Renson         | 19   | 1,70 m (5′ 7″)  | Vendeuvre-sur-Barse  |                          | |
| 2009 | Cécile Brandao       | 22   | 1,72 m (5′ 8″)  | Bar-sur-Aube         | Top 12                   | |
| 2008 | Émilie Collomb       | 19   | 1,72 m (5′ 8″)  | Proverville          |                          | |
| 2007 | Déborah Lopez        | 19   | 1,76 m (5′ 9″)  | Sedán                |                          | |
| 2006 | Ophélie Mouchène     | 24   | 1,74 m (5′ 9″)  | Montcy-Notre-Dame    |                          | |
| 2005 | Cindy Perrin         | 23   | 1,75 m (5′ 9″)  | Balan                |                          | |
| 2004 | Maryline Lambert     | 20   | 1,80 m (5′ 11″) |                      | No compitió              | Lambert se retiró de Miss Francia tres días antes de la final por razones no reveladas y no fue reemplazada.                                                                                    |
| 2003 | Estelle Deheurle     |      |                 |                      |                          | |
| 2002 | Alexandra Royer      | 22   |                 | Saint-Dizier         |                          | |
| 2001 | Anne Sophie Valentin |      |                 | Châlons-en-Champagne |                          | |
| 2000 | Marion Destenay      |      |                 | Sedán                |                          | |
| 1999 | Candice Labbé        | 18   | 1,71 m (5′ 7″)  | Reims                |                          | |
| 1998 | Cécile Guyot         | 20   | 1,80 m (5′ 11″) | Jasseines            |                          | |
| 1997 | Sophie Marty         | 20   | 1,76 m (5′ 9″)  |                      |                          | |
| 1996 | Nathalie Frère       |      |                 |                      |                          | |
| 1995 | Cendrine Guyot       | 18   |                 | Jasseines            |                          | |
| 1994 | Valérie Krywalski    | 23   |                 |                      |                          | |
| 1992 | Emmanuelle Gonzales  | 18   |                 |                      |                          | |
| 1990 | Karine Lenne         |      |                 |                      | Top 12                   | |

### Miss Ardenas
En las décadas de 1970 y 1980, el departamento de Ardenas coronó a su propia representante de Miss Francia.
| Año  | Nombre              | Edad | Altura | Ciudad natal | Posición en Miss Francia | Notas |
| ---- | ------------------- | ---- | ------ | ------------ | ------------------------ | ----- |
| 1985 | Sylvie Boucton      |      |        |              |                          |       |
| 1980 | Rose-Marie Charbeau |      |        |              |                          |       |
| 1978 | Christine Louis     |      |        |              |                          |       |
| 1977 | Isabelle Gonzales   |      |        |              |                          |       |
| 1976 | Brigitte Vaucher    |      |        |              |                          |       |
| 1970 | Dany Martinet       |      |        |              |                          |       |

### Miss Aube
En 1978, el departamento de Aube coronó a su propia representante de Miss Francia.
| Año  | Nombre            | Edad | Altura | Ciudad natal | Posición en Miss Francia | Notas |
| ---- | ----------------- | ---- | ------ | ------------ | ------------------------ | ----- |
| 1978 | Nathalie Rousseau |      |        |              |                          |       |

### Miss Champaña
En 1964, las décadas de 1970 y 1980, la región coronó a una representante bajo el título de Miss Champaña. En 1970, el título se llamó Miss Brie-Champagne.
| Año  | Nombre                | Edad | Altura | Ciudad natal | Posición en Miss Francia | Notas |
| ---- | --------------------- | ---- | ------ | ------------ | ------------------------ | ----- |
| 1984 | Christine Grégoire    |      |        |              | Cuarta finalista         |       |
| 1983 | Sabine Juy            |      |        |              |                          |       |
| 1982 | Lydia Landry          |      |        |              |                          |       |
| 1981 | Patricia Lisere       |      |        |              |                          |       |
| 1979 | Sophia Mahiou         |      |        |              |                          |       |
| 1978 | Dominique Corneille   |      |        |              |                          |       |
| 1977 | Marina Sennepin       |      |        |              |                          |       |
| 1976 | Guilène Nancy         |      |        |              | Cuarta finalista         |       |
| 1975 | Ivana Bonato          |      |        |              |                          |       |
| 1972 | Ghislaine Louette     |      |        |              |                          |       |
| 1971 | Patricia André        |      |        |              |                          |       |
| 1970 | Mercedes Castiblanque |      |        |              |                          |       |
| 1964 | Gisèle Aupetit        |      |        |              | Primera finalista        |       |

### Miss Pays d'Othe
En 1993, las regiones de Champaña-Ardenas y Borgoña coronaron a una representante compartida bajo el título Miss Pays d'Othe .
| Año  | Nombre             | Edad | Altura | Ciudad natal | Posición en Miss Francia | Notas |
| ---- | ------------------ | ---- | ------ | ------------ | ------------------------ | ----- |
| 1993 | Clarisse Garçonnat |      |        |              |                          |       |